# Senaat (Chili)

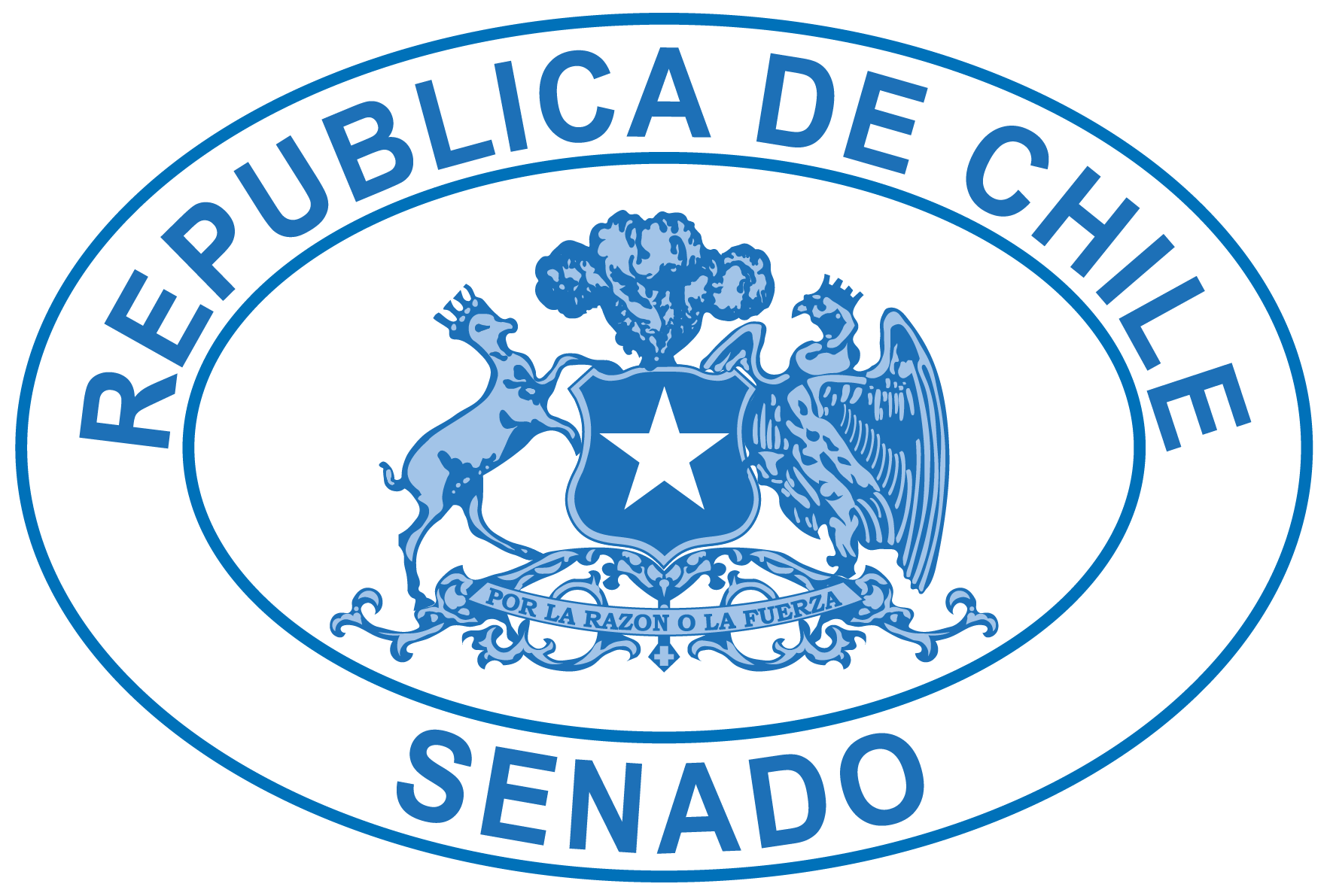
Het zegel van de Senado

De Senado de Chile (Nederlands: Senaat van Chili) is het hogerhuis van het Congreso Nacional de Chile (Nationaal Congres van Chili).
De Senado telt 38 leden die direct worden gekozen. Tot 1990 was de Senado als onderdeel van het Congreso Nacional gevestigd in de hoofdstad van Chili, Santiago, maar is sinds dat jaar gevestigd in Valparaíso.
In het verleden telde de Senado ook twee senatoren voor het leven, de oud-presidenten Augusto Pinochet en Eduardo Frei Ruiz-Tagle. De eerste trad echter in 2002 af en de laatste verloor zijn zetel bij de senaatshervorming van 2005. Frei keerde echter in 2006 als gekozen senator terug.
In de Senado bezit de regeringscoalitie van centrumlinkse partijen een meerderheid aan zetels (24). Deze regeringscoalitie wordt aangevoerd door de Partido Socialista (Socialistische Partij) en de Partido Demócrata Cristiano (Christendemocratische Partij van Chili). Het oppositieblok wordt aangevoerd door de centrumrechtse Unión Demócrata Independiente (Onafhankelijke Democratische Unie) en telt 14 zetels. Voorts zijn er nog enkele senatoren die niet gebonden zijn aan een van de twee blokken.

## Samenstelling (2013-)
| Senaat van Chili                  | Senaat van Chili  |
| Regeringscoalitie                 | Regeringscoalitie |
| Partij                            | Zetels            |
| --------------------------------- | ----------------- |
| PDC                               | 7                 |
| PS                                | 9                 |
| PPD                               | 6                 |
| MAS                               | 1                 |
| Onafhankelijke kandidaat          | 1                 |
| Oppositie                         |                   |
| UDI                               | 7                 |
| RN                                | 6                 |
| Onafhankelijke kandidaat          | 1                 |
| Overige senatoren                 |                   |
| Patagonische Regionale Democratie | 1                 |
| Amplitude                         | 1                 |
| Onafhankelijke kandidaat          | 1                 |
| Totaal:                           | 38                |

## Voorzitters van deSenado
| Voorzitter van de Senaat                                                           | Termijn    | Politieke stroming/partij |
| ---------------------------------------------------------------------------------- | ---------- | ------------------------- |
| Pedro de Vivar y Ruiz de Azúa                                                      | 1812–1813  |                           |
| José Antonio de Errázuriz y Madariaga                                              | 1813-1814  |                           |
| Ontbinding van het Nationaal Congres vanwege de Chileense Onafhankelijkheidsoorlog | 1814–1818  |                           |
| José Ignacio Cienfuegos Arteaga                                                    | 1818–1822  | Pipiolo                   |
| Agustín Manuel de Eyzaguirre y Arechavala                                          | 1822-1823  |                           |
| Francisco Ruiz-Tagle Portales                                                      | 1823       | Pelucón                   |
| José María de Rozas Lima y Melo                                                    | 1823       | Pipiolo                   |
| Juan de Dios Vial del Río                                                          | 1823-1824  | Pelucón                   |
| Agustín Eyzaguirre Arechavala                                                      | 1824-1825  | Pipiolo                   |
| Juan Egaña Risco                                                                   | 1825-1827  | Pelucón                   |
| Ramón Freire Serrano                                                               | 1827       | Pipiolo                   |
| Bernardo del Solar Marín                                                           | 1827-1828  | Pipiolo                   |
| Juan Fariñas Ugalde                                                                | 1828-1829  | Pelucón                   |
| Francisco Ramón Vicuña Larraín                                                     | 1829       | Pipiolo                   |
| Ontbinding van het Nationaal Congres vanwege de Chileense Burgeroorlog (1829-1830) | 1829–1831  |                           |
| Fernando Errázuriz Aldunate                                                        | 1831-1834  | Conservador               |
| José Ignacio Cienfuegos Arteaga                                                    | 1834–1835  | Conservador               |
| Agustín Vial Santelices                                                            | 1835-1837  | Liberal                   |
| Diego José Benavente Bustamante                                                    | 1837       | Federalista               |
| Diego Elizondo Prado                                                               | 1837-1839  | PCon                      |
| José Miguel del Solar Marín                                                        | 1839-1840  | PCon                      |
| Manuel José Gandarillas Guzmán                                                     | 1840-1841  | PCon                      |
| Diego José Benavente Bustamante                                                    | 1841-1842  | Federalista               |
| José María Urrutia Manzano                                                         | 1842-1843  | PCon                      |
| Juan Agustín Alcalde Bascuñán                                                      | 1843-1844  | PCon                      |
| Ramón Formas Patiño                                                                | 1844       | PL                        |
| José Manuel Ortúzar Formas                                                         | 1844-1845  | PL                        |
| José Miguel del Solar Marín                                                        | 1845-1846  | PCon                      |
| Juan de Dios Vial del Río                                                          | 1846       | PCon                      |
| Francisco Antonio Pinto Díaz                                                       | 1846-1851  | Onafh. Lib.               |
| Manuel Camilo Vial Formas                                                          | 1851-1852  | PCon                      |
| José Joaquín Pérez Mascayano                                                       | 1852-1853  | PL                        |
| Fernando Lazcano Mujica                                                            | 1853-1854  | PCon                      |
| Ramón Subercaseaux Mercado                                                         | 1854-1855  | PCon                      |
| José Tomás Urmeneta García                                                         | 1855-1856  | PN                        |
| José Rafael Larraín Moxó                                                           | 1856-1857  | PCon                      |
| Diego José Benavente Bustamante                                                    | 1857-1858  | PCon                      |
| Juan Agustín Alcalde Bascuñán                                                      | 1858-1859  | PCon                      |
| Matías Cousiño Jorquera                                                            | 1859-1861  | PN                        |
| Juan de Dios Correa de Saa y Martínez                                              | 1861-1863  | PCon                      |
| Matías Cousiño Jorquera                                                            | 1863-1864  | PN                        |
| Eugenio Torres de Velasco                                                          | 1864-1865  | PCon                      |
| Domingo Matte Messia                                                               | 1865-1866  | PN                        |
| Francisco Ossa Mercado                                                             | 1865-1867  | PL                        |
| Manuel Alcalde Velasco                                                             | 1867       | PCon                      |
| Melchor de Concha y Toro                                                           | 1867-1868  | PL                        |
| Francisco de Borja Solar                                                           | 1868-1869  | PCon                      |
| Fernando Errázuriz Sotomayor                                                       | 1869-1870  | PL                        |
| Juan de Dios Correa de Saa y Martínez                                              | 1870-1871  | PCon                      |
| Pedro Vicuña Larraín                                                               | 1871-1872  | PR                        |
| José Luis Borgoño Vergara                                                          | 1872-1873  | PL                        |
| Melchor de Santiago Concha y Cerda                                                 | 1873-1875  | PL                        |
| Juan José Aldunate Larraín                                                         | 1875-1876  | PCon                      |
| Alejandro Reyes Cotapos                                                            | 1876-1877  | PL                        |
| Domingo Matte Messia                                                               | 1877-1878  | PN                        |
| José Joaquín Valdés Valdés                                                         | 1878-1879  | PCon                      |
| José Victorino Lastarria                                                           | 1879-1880  | PL                        |
| Benjamín Vicuña Mackenna                                                           | 1880-1882  | PLD                       |
| Manuel Camilo Vial Formas                                                          | 1882-1884  | PCon                      |
| Arístides Martínez Cuadros                                                         | 1884       | PL                        |
| Antonio Varas de la Barra                                                          | 1884-1885  | PN                        |
| Eulogio Altamirano Aracena                                                         | 1885-1886  | PCon                      |
| Adolfo Ibáñez Gutiérrez                                                            | 1886-1887  | PLD                       |
| Miguel Castillo Andueza                                                            | 1887-1888  | PLD                       |
| Claudio Vicuña Guerrero                                                            | 1888-1889  | PLD                       |
| Vicente Reyes Palazuelos                                                           | 1889-1890  | PL                        |
| Álvaro Covarrubias Ortúzar                                                         | 1890-1891  | PL                        |
| Augusto Matte Pérez                                                                | 1891       | PCon                      |
| Adolfo Eastman Quiroga                                                             | 1891       | PL                        |
| Waldo Silva Algüe                                                                  | 1891–1892  | PN                        |
| José Antonio Gandarillas Luco                                                      | 1892-1893  | PLD                       |
| Vicente Reyes Palazuelos                                                           | 1893-1894  | PL                        |
| Enrique Sanfuentes Adonaegui                                                       | 1894-1895  | PLD                       |
| Vicente Reyes Palazuelos                                                           | 1895-1896  | PL                        |
| Ramón Barros Luco                                                                  | 1896-1897  | PL                        |
| Fernando Lazcano Echaurren                                                         | 1897-1898  | PL                        |
| Agustín Edwards Ross                                                               | 1898       | PN                        |
| Fernando Lazcano Echaurren                                                         | 1898–1900  | PL                        |
| Ventura Blanco Viel                                                                | 1900-1902  | PCon                      |
| Antonio Valdés Cuevas                                                              | 1902-1903  | PL                        |
| Fernando Lazcano Echaurren                                                         | 1903-1904  | PL                        |
| Ramón Rozas Garfias                                                                | 1904-1905  | PCon                      |
| Federico Puga Borne                                                                | 1905-1906  | PL                        |
| Juan Luis Sanfuentes Andonaegui                                                    | 1906–1907  | PLD                       |
| Ricardo Matte Pérez                                                                | 1907-1908  | PCon                      |
| Vicente Reyes Palazuelos                                                           | 1908       | PL                        |
| Ramón Escobar Escobar                                                              | 1908-1909  | PLD                       |
| Vicente Reyes Palazuelos                                                           | 1909       | PL                        |
| Luis Vergara Ruiz                                                                  | 1909       | PLD                       |
| Ricardo Matte Pérez                                                                | 1909-1912  | PCon                      |
| Francisco Valdés Vergara                                                           | 1912–1913  | PL                        |
| Carlos Aldunate Solar                                                              | 1913       | PCon                      |
| Silvestre Ochagavía Echaurren                                                      | 1912–1915  | PCon                      |
| Eduardo Charme Fernández                                                           | 1915–1918  | PLDo                      |
| Ismael Tocornal Tocornal                                                           | 1918–1919  | PL                        |
| Fernando Lazcano Echaurren                                                         | 1919-1920  | PL                        |
| Ismael Tocornal Tocornal                                                           | 1920       | PL                        |
| Luis Claro Solar                                                                   | 1920–1924  | PL                        |
| Eliodoro Yáñez Ponce de León                                                       | 1924       | PLDo                      |
| Ontbinding en vervanging van de Senaat door de Junta van Chili (1924)              | 1924–1925  |                           |
| Enrique Oyarzún Mondaca                                                            | 1925–1930  | PR                        |
| Pedro Opazo Letelier                                                               | 1930–1932  | PLU                       |
| Ontbinding van het Nationaal Congres door de Socialistische Republiek van Chili    | 1932       |                           |
| Alberto Cabero Díaz                                                                | 1932–1933  | PR                        |
| Ignacio Urrutia Manzano                                                            | 1933–1934  | PL                        |
| Nicolás Marambio Montt                                                             | 1934–1935  | PR                        |
| Ignacio Urrutia Manzano                                                            | 1935–1936  | PL                        |
| José Maza Fernández                                                                | 1936–1937  | PL                        |
| Romualdo Silva Cortés                                                              | 1937       | PR                        |
| Miguel Cruchaga Tocornal                                                           | 1937–1941  | PR                        |
| Florencio Durán Bernales                                                           | 1941–1944  | PR                        |
| Pedro Opazo Letelier                                                               | 1944       | PL                        |
| José Francisco Urrejola Menchaca                                                   | 1944–1945  | PCon                      |
| Arturo Alessandri Palma                                                            | 1945–1949  | PL                        |
| Humberto Alvarez Suárez                                                            | 1949       | PR                        |
| Arturo Alessandri Palma                                                            | 1949–1950  | PL                        |
| Fernando Alessandri Rodríguez                                                      | 1950–1958  | PL                        |
| Guillermo Pérez de Arce                                                            | 1958       | PNP                       |
| Hernán Videla Lira                                                                 | 1958–1962  | PL                        |
| Hugo Zepeda Barrios                                                                | 1962–1965  | PL                        |
| Hermes Ahumada Pacheco – ad interim                                                | 1965       | PR                        |
| Tomás Reyes Vicuña                                                                 | 1965–1966  | PDC                       |
| Juan Luis Maurás Novella                                                           | 1966       | Onafh.                    |
| Tomás Reyes Vicuña                                                                 | 1966       | PDC                       |
| Salvador Allende Gossens                                                           | 1966–1969  | PS                        |
| Tomás Pablo Elorza                                                                 | 1969–1971  | PDC                       |
| Patricio Aylwin Azócar                                                             | 1971–1972  | PDC                       |
| José Ignacio Palma Vicuña                                                          | 1972–1973  | PDC                       |
| Américo Acuña Rosas – provisioneel                                                 | 1973       | PR Izquierda              |
| Eduardo Frei Montalva                                                              | 1973       | PDC                       |
| Ontbinding en vervanging van de Senaat door de Junta van Chili (1973)              | 1973–1990  |                           |
| Gabriel Valdés Subercaseaux                                                        | 1990–1996  | PDC                       |
| Sergio Diez Urzúa                                                                  | 1996–1997  | RN                        |
| Sergio Romero Pizarro                                                              | 1996-1997  | RN                        |
| Andrés Zaldívar Larraín                                                            | 1998–2004  | PDC                       |
| Hernán Larraín Fernández                                                           | 2004–2005  | UDI                       |
| Sergio Romero Pizarro                                                              | 2005–2006  | RN                        |
| Eduardo Frei Ruiz-Tagle                                                            | 2006–2008  | PDC                       |
| Adolfo Zaldívar Larraín                                                            | 2008–2009  | PRI                       |
| Jovino Novoa Vásquez                                                               | 2009–2010  | UDI                       |
| Jorge Pizarro Soto                                                                 | 2010–2011  | PDC                       |
| Guido Girardi Lavín                                                                | 2011–2012  | PPD                       |
| Camilo Escalona Medina                                                             | 2012–2013  | PS                        |
| Jorge Pizarro Soto                                                                 | 2013–2014  | PDC                       |
| Isabel Allende Bussi                                                               | 2014–2015  | PS                        |
| Patricio Walker Prieto                                                             | 2015–2016  | PDC                       |
| Ricardo Lagos Weber                                                                | 2016–2017  | PPD                       |
| Andrés Zaldivar Larraín                                                            | 2017-2018  | PDC                       |
| Carlos Montes Cisternas                                                            | 2018-2019  | PS                        |
| Jaime Quintana Leal                                                                | 2019-2020  | PPD                       |
| Adriana Muñoz D᾽ Albora                                                            | 2020-2021  | PPD                       |
| Yasna Provoste Campillay                                                           | 2021       | PDC                       |
| Ximena Rincón González                                                             | 2021-heden | PDC                       |